# Linia kolejowa nr 698
Linia kolejowa nr 698 – drugorzędna, w większości dwutorowa, zelektryfikowana linia kolejowa łącząca rozjazd nr 103 z rozjazdem nr 205 na stacji Mysłowice Kosztowy.
Linia umożliwia przejazd pociągów z kierunku Imielina w stronę Bierunia oraz KWK Wesoła bez konieczności zmiany czoła pociągu.
| kilometraż | kilometraż | pociągi pasażerskie                                 | autobusy szynowe i EZT                              | pociągi towarowe                                    |
| od         | do         | Tor nieparzysty (kierunek: Mysłowice Kosztowy R201) | Tor nieparzysty (kierunek: Mysłowice Kosztowy R201) | Tor nieparzysty (kierunek: Mysłowice Kosztowy R201) |
| 0,093      | 1,507      | 50                                                  | 50                                                  | 50                                                  |
| od         | do         | Tor parzysty (kierunek: Mysłowice Kosztowy R103)    | Tor parzysty (kierunek: Mysłowice Kosztowy R103)    | Tor parzysty (kierunek: Mysłowice Kosztowy R103)    |
| 0,000      | 0,095      | 50                                                  | 50                                                  | 50                                                  |
| 0,095      | 1,505      | 0                                                   | 0                                                   | 0                                                   |
| 1,505      | 1,703      | 50                                                  | 50                                                  | 50                                                  |